# Onthophagus
Onthophagus är ett släkte av skalbaggar som beskrevs av Pierre André Latreille 1802. Onthophagus ingår i familjen bladhorningar.

## Dottertaxa tillOnthophagus, i alfabetisk ordning[1][2]
- Onthophagus abacus
- Onthophagus abas
- Onthophagus abeillei
- Onthophagus abreui
- Onthophagus abruptus
- Onthophagus absyrtus
- Onthophagus abyssinicus
- Onthophagus academus
- Onthophagus accedens
- Onthophagus acerus
- Onthophagus aciculatulus
- Onthophagus aciculatus
- Onthophagus acrisius
- Onthophagus acuminatus
- Onthophagus acuticollis
- Onthophagus acuticornis
- Onthophagus acutus
- Onthophagus adelaidae
- Onthophagus adelphus
- Onthophagus admetus
- Onthophagus adornatus
- Onthophagus adspersus
- Onthophagus aegrotus
- Onthophagus aemulus
- Onthophagus aeneoniger
- Onthophagus aeneopiceus
- Onthophagus aenescens
- Onthophagus aequatus
- Onthophagus aequepubens
- Onthophagus aerarius
- Onthophagus aereidorsis
- Onthophagus aeremicans
- Onthophagus aereomaculatus
- Onthophagus aereopictus
- Onthophagus aerestriatus
- Onthophagus aeruginosus
- Onthophagus aerumnosus
- Onthophagus aesopus
- Onthophagus aethiopicus
- Onthophagus affinis
- Onthophagus afghanus
- Onthophagus africanus
- Onthophagus agaricophilus
- Onthophagus agnus
- Onthophagus ahenicollis
- Onthophagus ahenomicans
- Onthophagus akhaus
- Onthophagus akinini
- Onthophagus albarracinus
- Onthophagus albicapillus
- Onthophagus albicomus
- Onthophagus albicornis
- Onthophagus albipennis
- Onthophagus albipodex
- Onthophagus alcedo
- Onthophagus alcyon
- Onthophagus alcyonides
- Onthophagus aleppensis
- Onthophagus alexeevi
- Onthophagus alienus
- Onthophagus alluaudi
- Onthophagus alluvius
- Onthophagus aloysiellus
- Onthophagus alquirta
- Onthophagus alternans
- Onthophagus altidorsis
- Onthophagus altilamina
- Onthophagus altivagans
- Onthophagus amamiensis
- Onthophagus amblychromatus
- Onthophagus amicus
- Onthophagus amirus
- Onthophagus amoenus
- Onthophagus amphicoma
- Onthophagus amphinasus
- Onthophagus amphioxus
- Onthophagus amplexus
- Onthophagus amplipennis
- Onthophagus anatolicus
- Onthophagus anceyi
- Onthophagus anchommatus
- Onthophagus andalusicus
- Onthophagus andersoni
- Onthophagus andonarensis
- Onthophagus andrewdavisi
- Onthophagus andrewesi
- Onthophagus androgynus
- Onthophagus anewtoni
- Onthophagus angolensis
- Onthophagus angorensis
- Onthophagus anguicorius
- Onthophagus angularis
- Onthophagus anguliceps
- Onthophagus angulicornis
- Onthophagus angustatus
- Onthophagus anisocerus
- Onthophagus anitidus
- Onthophagus annoyeri
- Onthophagus anogeissii
- Onthophagus anomalicollis
- Onthophagus anomalipes
- Onthophagus antennalis
- Onthophagus anthonyi
- Onthophagus anthracinus
- Onthophagus antillarum
- Onthophagus antilocapra
- Onthophagus antoinei
- Onthophagus aokii
- Onthophagus aper
- Onthophagus aphodioides
- Onthophagus apicetinctus
- Onthophagus apiciosus
- Onthophagus apilularius
- Onthophagus apterus
- Onthophagus apunneea
- Onthophagus arai
- Onthophagus arayai
- Onthophagus arboreus
- Onthophagus arcifer
- Onthophagus ardoini
- Onthophagus areolatus
- Onthophagus argyropygus
- Onthophagus aries
- Onthophagus arkoola
- Onthophagus armatus
- Onthophagus armicollis
- Onthophagus arnetti
- Onthophagus arnoldii
- Onthophagus arrilla
- Onthophagus arunachalensis
- Onthophagus arunensis
- Onthophagus aschenborni
- Onthophagus ashanticola
- Onthophagus asiaticus
- Onthophagus asimilis
- Onthophagus asper
- Onthophagus asperatus
- Onthophagus aspericeps
- Onthophagus aspericollis
- Onthophagus asperipennis
- Onthophagus aspernatus
- Onthophagus asperodorsatus
- Onthophagus asperrimus
- Onthophagus asperulus
- Onthophagus astigma
- Onthophagus ater
- Onthophagus athiensis
- Onthophagus atratus
- Onthophagus atricapillus
- Onthophagus atriclaviger
- Onthophagus atricolor
- Onthophagus atridorsis
- Onthophagus atriglabrus
- Onthophagus atripennis
- Onthophagus atroaereus
- Onthophagus atrofasciatus
- Onthophagus atronitidus
- Onthophagus atropolitus
- Onthophagus atrosericeus
- Onthophagus atrosetosus
- Onthophagus atrostriatus
- Onthophagus atrovirens
- Onthophagus atrovittatus
- Onthophagus atrox
- Onthophagus auratus
- Onthophagus aureiceps
- Onthophagus aureofuscus
- Onthophagus aureopilosus
- Onthophagus auriculatus
- Onthophagus aurifex
- Onthophagus auritus
- Onthophagus australis
- Onthophagus avocetta
- Onthophagus avocettoides
- Onthophagus axillaris
- Onthophagus aztecus
- Onthophagus azusae
- Onthophagus babaulti
- Onthophagus babirussa
- Onthophagus badeni
- Onthophagus baenzigeri
- Onthophagus baeri
- Onthophagus bakeri
- Onthophagus balawaicus
- Onthophagus baloghi
- Onthophagus balthasari
- Onthophagus balubanus
- Onthophagus bambra
- Onthophagus bandamai
- Onthophagus bangueyensis
- Onthophagus baoule
- Onthophagus baraudi
- Onthophagus barbieri
- Onthophagus barretti
- Onthophagus barriorum
- Onthophagus bartosi
- Onthophagus basakata
- Onthophagus basicruentatus
- Onthophagus basilewskyi
- Onthophagus basilobatus
- Onthophagus basipustulatus
- Onthophagus bassariscus
- Onthophagus bateke
- Onthophagus batesi
- Onthophagus batillifer
- Onthophagus batui
- Onthophagus bayeri
- Onthophagus baykanus
- Onthophagus bechynei
- Onthophagus beelarong
- Onthophagus beesoni
- Onthophagus beiranus
- Onthophagus belinga
- Onthophagus bellus
- Onthophagus belorhinus
- Onthophagus benedictorum
- Onthophagus bengalensis
- Onthophagus bengali
- Onthophagus benguellianus
- Onthophagus bennigseni
- Onthophagus bequaerti
- Onthophagus bergeri
- Onthophagus bernaudi
- Onthophagus betschuanus
- Onthophagus biarmatus
- Onthophagus bicallifrons
- Onthophagus bicallosus
- Onthophagus bicarinaticeps
- Onthophagus bicarinatus
- Onthophagus bicavicollis
- Onthophagus bicavifrons
- Onthophagus bicolensis
- Onthophagus bicolor
- Onthophagus biconifer
- Onthophagus bicornis
- Onthophagus bicristatus
- Onthophagus bicristiger
- Onthophagus bicuneus
- Onthophagus bidens
- Onthophagus bidentatus
- Onthophagus bidentifrons
- Onthophagus biexcavatus
- Onthophagus bifasciatus
- Onthophagus bifidicornis
- Onthophagus bifidus
- Onthophagus bifrons
- Onthophagus bilingula
- Onthophagus bimarginatus
- Onthophagus bimetallicus
- Onthophagus bindaree
- Onthophagus binodis
- Onthophagus binodosus
- Onthophagus binodulus
- Onthophagus binyana
- Onthophagus biplagiatus
- Onthophagus birugatus
- Onthophagus birugifer
- Onthophagus bisbicornis
- Onthophagus bisectus
- Onthophagus bisignatus
- Onthophagus bison
- Onthophagus bistiniocelloides
- Onthophagus bituber
- Onthophagus bituberans
- Onthophagus bituberculatus
- Onthophagus bivertex
- Onthophagus blackburni
- Onthophagus blackwoodensis
- Onthophagus blanchardi
- Onthophagus blumei
- Onthophagus bocandei
- Onthophagus bokiaunus
- Onthophagus bomberaianus
- Onthophagus bonengus
- Onthophagus bonorae
- Onthophagus bonsae
- Onthophagus boops
- Onthophagus boranus
- Onthophagus borassi
- Onthophagus borneensis
- Onthophagus bornemisszai
- Onthophagus bornemisszanus
- Onthophagus bottegi
- Onthophagus boucomonti
- Onthophagus bourgognei
- Onthophagus bovinus
- Onthophagus brachypterus
- Onthophagus brazzavillianus
- Onthophagus brendelli
- Onthophagus breviceps
- Onthophagus brevicollis
- Onthophagus breviconus
- Onthophagus brevifrons
- Onthophagus brevigena
- Onthophagus brevipennis
- Onthophagus brevisetis
- Onthophagus brittoni
- Onthophagus brivioi
- Onthophagus bronzeus
- Onthophagus brooksi
- Onthophagus browni
- Onthophagus brucei
- Onthophagus brunellii
- Onthophagus brutus
- Onthophagus bubalus
- Onthophagus buculus
- Onthophagus bufulus
- Onthophagus bunamin
- Onthophagus bundara
- Onthophagus bundutuhanensis
- Onthophagus burchelli
- Onthophagus busiris
- Onthophagus bytinskii
- Onthophagus caelator
- Onthophagus caesariatus
- Onthophagus caffrarius
- Onthophagus calamophilus
- Onthophagus calcaratus
- Onthophagus calchas
- Onthophagus calliger
- Onthophagus callosipennis
- Onthophagus cambeforti
- Onthophagus cameloides
- Onthophagus camerunicus
- Onthophagus camiadei
- Onthophagus cancer
- Onthophagus canelasensis
- Onthophagus capella
- Onthophagus capelliformis
- Onthophagus capellinus
- Onthophagus capitatus
- Onthophagus capitosus
- Onthophagus caprai
- Onthophagus carayoni
- Onthophagus carcharias
- Onthophagus carinensis
- Onthophagus carinicollis
- Onthophagus carinidorsis
- Onthophagus carinifer
- Onthophagus carinulatus
- Onthophagus carmodensis
- Onthophagus carpanetoi
- Onthophagus carpophilus
- Onthophagus cartwrighti
- Onthophagus castetsi
- Onthophagus catenatus
- Onthophagus catharinensis
- Onthophagus cavernicollis
- Onthophagus cavia
- Onthophagus caviceps
- Onthophagus cavidorsis
- Onthophagus cavifrons
- Onthophagus cavivertex
- Onthophagus centricornis
- Onthophagus centurio
- Onthophagus cephalophi
- Onthophagus ceratotherium
- Onthophagus cervenkai
- Onthophagus cervicapra
- Onthophagus cervus
- Onthophagus chaingraiensis
- Onthophagus chaiyaphumensis
- Onthophagus chalcostolus
- Onthophagus championi
- Onthophagus chandrai
- Onthophagus changshouensis
- Onthophagus chapaensis
- Onthophagus chebaicus
- Onthophagus cheesmanae
- Onthophagus chepara
- Onthophagus chevrolati
- Onthophagus cheyi
- Onthophagus chiapanecus
- Onthophagus chineicus
- Onthophagus chinensis
- Onthophagus chirindanus
- Onthophagus chloroderus
- Onthophagus chlorophanus
- Onthophagus choanicus
- Onthophagus chremes
- Onthophagus chryses
- Onthophagus chrysoderus
- Onthophagus chrysopes
- Onthophagus chrysurus
- Onthophagus chumphonensis
- Onthophagus cicer
- Onthophagus cincticollis
- Onthophagus cinctifrons
- Onthophagus cinctipennis
- Onthophagus cineraceus
- Onthophagus circulator
- Onthophagus circulifer
- Onthophagus circumdatus
- Onthophagus citreum
- Onthophagus civettae
- Onthophagus clavisetis
- Onthophagus clermonti
- Onthophagus clitellarius
- Onthophagus clitellifer
- Onthophagus cludtsi
- Onthophagus clusifrons
- Onthophagus clypealis
- Onthophagus clypeatus
- Onthophagus coahuilae
- Onthophagus cochisus
- Onthophagus coenobita
- Onthophagus coeruleicollis
- Onthophagus cognatus
- Onthophagus coiffaiti
- Onthophagus colasi
- Onthophagus colffsi
- Onthophagus collaris
- Onthophagus collinsi
- Onthophagus colmanti
- Onthophagus columbianus
- Onthophagus comatulus
- Onthophagus cometes
- Onthophagus commottoides
- Onthophagus comottoi
- Onthophagus compactus
- Onthophagus comperei
- Onthophagus compositus
- Onthophagus compressus
- Onthophagus concavifrons
- Onthophagus concinnus
- Onthophagus concolor
- Onthophagus concursator
- Onthophagus confertus
- Onthophagus confluens
- Onthophagus confossus
- Onthophagus conradsi
- Onthophagus conradti
- Onthophagus consentaneus
- Onthophagus conspersus
- Onthophagus conspicuus
- Onthophagus contiguicornis
- Onthophagus convexicollis
- Onthophagus convexus
- Onthophagus cooloola
- Onthophagus coomani
- Onthophagus coorgensis
- Onthophagus coprimorphus
- Onthophagus coproides
- Onthophagus coptorhinoides
- Onthophagus coracinoides
- Onthophagus coracinus
- Onthophagus coriaceoumbrosus
- Onthophagus corniculatus
- Onthophagus corniculiger
- Onthophagus cornifrons
- Onthophagus cornutus
- Onthophagus coronatus
- Onthophagus corrosus
- Onthophagus coscineus
- Onthophagus costatus
- Onthophagus costifer
- Onthophagus costiger
- Onthophagus costilatus
- Onthophagus costulicollis
- Onthophagus crantor
- Onthophagus crassicollis
- Onthophagus cratippus
- Onthophagus creber
- Onthophagus cribellum
- Onthophagus cribratus
- Onthophagus cribripennis
- Onthophagus criniger
- Onthophagus crinitus
- Onthophagus cristatus
- Onthophagus croesulus
- Onthophagus crotchi
- Onthophagus crucenotatus
- Onthophagus cruciatus
- Onthophagus cruciger
- Onthophagus cruentatus
- Onthophagus cryptodicranius
- Onthophagus cryptogenus
- Onthophagus cuevensis
- Onthophagus cuneus
- Onthophagus cuniculus
- Onthophagus cupreiceps
- Onthophagus cupreopastillatus
- Onthophagus cupreovirens
- Onthophagus cupreus
- Onthophagus cupricollis
- Onthophagus curtipilis
- Onthophagus curtulus
- Onthophagus curvicarinatus
- Onthophagus curvicornis
- Onthophagus curvifrons
- Onthophagus curvilamina
- Onthophagus curvispina
- Onthophagus cuspidatus
- Onthophagus cyaneiceps
- Onthophagus cyanellus
- Onthophagus cyaneoniger
- Onthophagus cyaneus
- Onthophagus cyanochlorus
- Onthophagus cyanopterus
- Onthophagus cyclographus
- Onthophagus cynomysi
- Onthophagus cyobioides
- Onthophagus dacatrai
- Onthophagus dama
- Onthophagus damaki
- Onthophagus dandalu
- Onthophagus danumcupreus
- Onthophagus danumensis
- Onthophagus dapcauensis
- Onthophagus dapitanensis
- Onthophagus darlingtoni
- Onthophagus davisi
- Onthophagus dayacus
- Onthophagus debilis
- Onthophagus deccanensis
- Onthophagus decedens
- Onthophagus decens
- Onthophagus declivicollis
- Onthophagus declivis
- Onthophagus decolor
- Onthophagus decoratus
- Onthophagus decorsei
- Onthophagus dedecor
- Onthophagus deflexicollis
- Onthophagus deflexus
- Onthophagus dejongi
- Onthophagus delahayei
- Onthophagus delicatulus
- Onthophagus delicatus
- Onthophagus deliensis
- Onthophagus dellacasai
- Onthophagus delphinensis
- Onthophagus demarzi
- Onthophagus demeyeri
- Onthophagus densatus
- Onthophagus densepunctatus
- Onthophagus densipilis
- Onthophagus denticollis
- Onthophagus denticornis
- Onthophagus denticulatus
- Onthophagus denudatus
- Onthophagus depilatus
- Onthophagus depilis
- Onthophagus deplanatus
- Onthophagus depressicollis
- Onthophagus depressifrons
- Onthophagus depressipennis
- Onthophagus depressus
- Onthophagus derasus
- Onthophagus desaegeri
- Onthophagus desectus
- Onthophagus deterrens
- Onthophagus devagiriensis
- Onthophagus devexicornis
- Onthophagus devexus
- Onthophagus dhanjuricus
- Onthophagus diabolicus
- Onthophagus diadematus
- Onthophagus dicax
- Onthophagus dicella
- Onthophagus dicranius
- Onthophagus dicranocerus
- Onthophagus dicranoides
- Onthophagus difficilis
- Onthophagus digitatus
- Onthophagus dignus
- Onthophagus dilutus
- Onthophagus dinjeera
- Onthophagus dinoderus
- Onthophagus discedens
- Onthophagus discolor
- Onthophagus discovirens
- Onthophagus discretus
- Onthophagus dispar
- Onthophagus dissentaneus
- Onthophagus distichus
- Onthophagus ditus
- Onthophagus diversiformis
- Onthophagus diversus
- Onthophagus dives
- Onthophagus dlabolai
- Onthophagus dohertyi
- Onthophagus doiinthanonensis
- Onthophagus doipuiensis
- Onthophagus doisuthepensis
- Onthophagus doitungensis
- Onthophagus doriae
- Onthophagus dorsipilulus
- Onthophagus dorsofasciatus
- Onthophagus dorsosignatus
- Onthophagus dorsuosus
- Onthophagus drescheri
- Onthophagus drumonti
- Onthophagus dubernardi
- Onthophagus dubitabilis
- Onthophagus duboulayi
- Onthophagus ducorpsi
- Onthophagus dudleyi
- Onthophagus dummal
- Onthophagus dunningi
- Onthophagus duporti
- Onthophagus durangoensis
- Onthophagus duvivieri
- Onthophagus dux
- Onthophagus dynastoides
- Onthophagus ebenicolor
- Onthophagus ebenus
- Onthophagus eburneus
- Onthophagus echinus
- Onthophagus ecopas
- Onthophagus egenus
- Onthophagus egregius
- Onthophagus egurianus
- Onthophagus elegans
- Onthophagus elgoni
- Onthophagus eliptaminus
- Onthophagus elongatus
- Onthophagus emarginatus
- Onthophagus embersoni
- Onthophagus embrikianus
- Onthophagus emeritus
- Onthophagus endota
- Onthophagus endroedianus
- Onthophagus endroedii
- Onthophagus ensifer
- Onthophagus enuguensis
- Onthophagus ephippioderus
- Onthophagus epilamprus
- Onthophagus erectinasus
- Onthophagus erichsoni
- Onthophagus escalerai
- Onthophagus eschscholtzi
- Onthophagus euchlorus
- Onthophagus eulaminicornis
- Onthophagus eulophus
- Onthophagus euryceros
- Onthophagus euzeti
- Onthophagus evae
- Onthophagus evanidus
- Onthophagus exasperatus
- Onthophagus excisiceps
- Onthophagus excisus
- Onthophagus excubitor
- Onthophagus exiguus
- Onthophagus exilis
- Onthophagus expansicornis
- Onthophagus exquisitus
- Onthophagus extensicollis
- Onthophagus extensus
- Onthophagus fabricii
- Onthophagus falcarius
- Onthophagus falcifer
- Onthophagus falculatus
- Onthophagus fallaciosus
- Onthophagus fallax
- Onthophagus falsivigilans
- Onthophagus falsus
- Onthophagus falzonii
- Onthophagus fasciatus
- Onthophagus fasciculiger
- Onthophagus fasciolatus
- Onthophagus fastosus
- Onthophagus favrei
- Onthophagus feai
- Onthophagus felix
- Onthophagus ferox
- Onthophagus ferrari
- Onthophagus filicornis
- Onthophagus fimetarius
- Onthophagus finschi
- Onthophagus fissiceps
- Onthophagus fissicornis
- Onthophagus fissinasus
- Onthophagus fitiniensis
- Onthophagus flagrans
- Onthophagus flavibasis
- Onthophagus flaviclava
- Onthophagus flavicornis
- Onthophagus flavimargo
- Onthophagus flavipennis
- Onthophagus flavoapicalis
- Onthophagus flavocinctus
- Onthophagus flavolimbatus
- Onthophagus flavomaculatus
- Onthophagus flavorufus
- Onthophagus fletcheri
- Onthophagus flexicollis
- Onthophagus flexicornis
- Onthophagus flexifrons
- Onthophagus fodiens
- Onthophagus foedus
- Onthophagus foliaceus
- Onthophagus foliiceps
- Onthophagus foraminosus
- Onthophagus formaneki
- Onthophagus formosanus
- Onthophagus forsteni
- Onthophagus fossibasis
- Onthophagus fossidorsis
- Onthophagus fossifrons
- Onthophagus fossor
- Onthophagus fossulatus
- Onthophagus foulliouxi
- Onthophagus foveatus
- Onthophagus foveicollis
- Onthophagus fracticornis
- Onthophagus fradei
- Onthophagus frankenbergeri
- Onthophagus frenchi
- Onthophagus freyi
- Onthophagus fritschi
- Onthophagus frontalis
- Onthophagus frugivorus
- Onthophagus fuelleborni
- Onthophagus fugitivus
- Onthophagus fujiii
- Onthophagus fujiokai
- Onthophagus fuliginosus
- Onthophagus fulvocinctus
- Onthophagus fulvus
- Onthophagus fumatus
- Onthophagus funebris
- Onthophagus funestus
- Onthophagus fungicola
- Onthophagus furcaticeps
- Onthophagus furcatoides
- Onthophagus furcatus
- Onthophagus furciceps
- Onthophagus furcicollis
- Onthophagus furcifer
- Onthophagus furcillifer
- Onthophagus furciramus
- Onthophagus furculifer
- Onthophagus furculus
- Onthophagus fuscatus
- Onthophagus fuscidorsis
- Onthophagus fuscivestis
- Onthophagus fuscopunctatus
- Onthophagus fuscostriatus
- Onthophagus fuscus
- Onthophagus gabonensis
- Onthophagus gaesatus
- Onthophagus gagates
- Onthophagus gagatinus
- Onthophagus gagatoides
- Onthophagus gaillardi
- Onthophagus gajo
- Onthophagus galeatus
- Onthophagus ganalensis
- Onthophagus gandju
- Onthophagus gangeticus
- Onthophagus gangloffi
- Onthophagus gangulu
- Onthophagus garambae
- Onthophagus gazellinus
- Onthophagus geelongensis
- Onthophagus gemellatus
- Onthophagus geminatus
- Onthophagus geminifrons
- Onthophagus gemma
- Onthophagus gemmatus
- Onthophagus genuinus
- Onthophagus germanus
- Onthophagus gerstaeckeri
- Onthophagus geryon
- Onthophagus gestroi
- Onthophagus ghanensis
- Onthophagus gibber
- Onthophagus gibberosus
- Onthophagus gibbicollis
- Onthophagus gibbidorsis
- Onthophagus gibbifrons
- Onthophagus gibbiramus
- Onthophagus gibbulus
- Onthophagus gibbus
- Onthophagus gibsoni
- Onthophagus gidju
- Onthophagus gigantivigilans
- Onthophagus gilleti
- Onthophagus gilli
- Onthophagus ginyunensis
- Onthophagus giraffa
- Onthophagus girardinae
- Onthophagus glabratus
- Onthophagus gladiator
- Onthophagus glasunovi
- Onthophagus glaucinus
- Onthophagus gnu
- Onthophagus godarra
- Onthophagus gonopygus
- Onthophagus gorochovi
- Onthophagus gorodinskii
- Onthophagus gorokae
- Onthophagus gosoli
- Onthophagus gothicus
- Onthophagus gracilipes
- Onthophagus gradivus
- Onthophagus grandidorsis
- Onthophagus grandifrons
- Onthophagus grandivigilans
- Onthophagus graniceps
- Onthophagus granosus
- Onthophagus granulatus
- Onthophagus granulifer
- Onthophagus granulifrons
- Onthophagus granulipennis
- Onthophagus granulum
- Onthophagus granum
- Onthophagus graphicus
- Onthophagus grassei
- Onthophagus grataehelenae
- Onthophagus gratus
- Onthophagus gravearmatus
- Onthophagus gravis
- Onthophagus gravoti
- Onthophagus griseoaeneus
- Onthophagus griseosetosus
- Onthophagus grossepunctatus
- Onthophagus guatemalensis
- Onthophagus gulmarri
- Onthophagus gulo
- Onthophagus gunsalami
- Onthophagus gurburra
- Onthophagus guttatus
- Onthophagus guttiger
- Onthophagus haafi
- Onthophagus haagi
- Onthophagus haematopus
- Onthophagus hageni
- Onthophagus hajimei
- Onthophagus halffteri
- Onthophagus hamaticeps
- Onthophagus hamaticornis
- Onthophagus haroldi
- Onthophagus harpax
- Onthophagus hassoni
- Onthophagus hastifer
- Onthophagus hayashii
- Onthophagus hayashimasaoi
- Onthophagus hecate
- Onthophagus helciatus
- Onthophagus helmsi
- Onthophagus hemichalceus
- Onthophagus hemichlorus
- Onthophagus hemicyanus
- Onthophagus hemipygus
- Onthophagus herciniformis
- Onthophagus hericius
- Onthophagus hermonensis
- Onthophagus herus
- Onthophagus heteroclitus
- Onthophagus heterorrhinus
- Onthophagus heurni
- Onthophagus heydeni
- Onthophagus heyrovskyi
- Onthophagus hiabunicus
- Onthophagus hidakai
- Onthophagus hidalgus
- Onthophagus hikidai
- Onthophagus hilaridis
- Onthophagus hilaris
- Onthophagus hildebrandti
- Onthophagus hindu
- Onthophagus hingstoni
- Onthophagus hippopotamus
- Onthophagus hirculus
- Onthophagus hircus
- Onthophagus hiroyukii
- Onthophagus hirsutulus
- Onthophagus hirsutus
- Onthophagus hirtellus
- Onthophagus hirticulus
- Onthophagus hirtipodex
- Onthophagus hirtuosus
- Onthophagus hirtus
- Onthophagus hispanicus
- Onthophagus hissariensis
- Onthophagus histeriformis
- Onthophagus histrio
- Onthophagus hoberlandti
- Onthophagus hoepfneri
- Onthophagus holosericeus
- Onthophagus holzi
- Onthophagus hoogstraali
- Onthophagus hoplocerus
- Onthophagus hoplothorax
- Onthophagus horii
- Onthophagus horni
- Onthophagus horrens
- Onthophagus horribilis
- Onthophagus horridus
- Onthophagus howdenorum
- Onthophagus hsui
- Onthophagus hulstaerti
- Onthophagus humpatensis
- Onthophagus hyaena
- Onthophagus hyalcyon
- Onthophagus hystrix
- Onthophagus ibex
- Onthophagus ieti
- Onthophagus ifugaoensis
- Onthophagus igneus
- Onthophagus ignitus
- Onthophagus igualensis
- Onthophagus illotus
- Onthophagus illyricus
- Onthophagus imbellis
- Onthophagus imberbis
- Onthophagus imbutus
- Onthophagus immundus
- Onthophagus impar
- Onthophagus imperator
- Onthophagus importunus
- Onthophagus impressicollis
- Onthophagus impunctatus
- Onthophagus impurus
- Onthophagus inaequalis
- Onthophagus incantatus
- Onthophagus incanus
- Onthophagus incensus
- Onthophagus incertus
- Onthophagus incisus
- Onthophagus includens
- Onthophagus inclusus
- Onthophagus incollaris
- Onthophagus incornutus
- Onthophagus incostatus
- Onthophagus indigus
- Onthophagus indosinicus
- Onthophagus indutus
- Onthophagus inediapterus
- Onthophagus inelegans
- Onthophagus ineptus
- Onthophagus inermiceps
- Onthophagus inermicollis
- Onthophagus inermivertex
- Onthophagus infaustus
- Onthophagus infernalis
- Onthophagus inflaticollis
- Onthophagus inflatus
- Onthophagus infucatus
- Onthophagus infuscatus
- Onthophagus insignicollis
- Onthophagus insignis
- Onthophagus insularis
- Onthophagus insulindicus
- Onthophagus insulsus
- Onthophagus intermixtus
- Onthophagus interruptus
- Onthophagus interstitialis
- Onthophagus intonsus
- Onthophagus intricatus
- Onthophagus investigator
- Onthophagus investis
- Onthophagus iodiellus
- Onthophagus irianus
- Onthophagus iris
- Onthophagus isanus
- Onthophagus ishiii
- Onthophagus isikdagensis
- Onthophagus itiokai
- Onthophagus itoi
- Onthophagus iulicola
- Onthophagus iumienus
- Onthophagus iyengari
- Onthophagus jacksoni
- Onthophagus jacobeus
- Onthophagus jalamari
- Onthophagus jalapensis
- Onthophagus jangga
- Onthophagus janssensi
- Onthophagus janthinus
- Onthophagus janushevi
- Onthophagus japonicus
- Onthophagus javacupreus
- Onthophagus javaecola
- Onthophagus javanensis
- Onthophagus javanitidus
- Onthophagus jeanneli
- Onthophagus jeannelianus
- Onthophagus jingping
- Onthophagus jirouxi
- Onthophagus joannae
- Onthophagus johkii
- Onthophagus johnstoni
- Onthophagus joliveti
- Onthophagus jubatus
- Onthophagus jugicola
- Onthophagus juncticornis
- Onthophagus justei
- Onthophagus juvencus
- Onthophagus kabakovi
- Onthophagus kabulicus
- Onthophagus kachinicus
- Onthophagus kachowskii
- Onthophagus kaengkrachangus
- Onthophagus kakadu
- Onthophagus kanarensis
- Onthophagus kangeanus
- Onthophagus kanyaayonus
- Onthophagus kaosoidowensis
- Onthophagus kapitensis
- Onthophagus kapuri
- Onthophagus karenensis
- Onthophagus kashizakii
- Onthophagus kashmirensis
- Onthophagus kassaicus
- Onthophagus katangensis
- Onthophagus katoi
- Onthophagus katualensis
- Onthophagus kawaharai
- Onthophagus kavirondus
- Onthophagus kchatriya
- Onthophagus keiseri
- Onthophagus kentingensis
- Onthophagus keralensis
- Onthophagus keralicus
- Onthophagus khonkaenus
- Onthophagus khonmiinitnoi
- Onthophagus kiambram
- Onthophagus kikutai
- Onthophagus kilimanus
- Onthophagus kindermanni
- Onthophagus kindianus
- Onthophagus kingstoni
- Onthophagus kinhthaicus
- Onthophagus kirki
- Onthophagus kirokanus
- Onthophagus kiuchianus
- Onthophagus kiuchii
- Onthophagus kiyoshii
- Onthophagus klapperichi
- Onthophagus kleinei
- Onthophagus knapperti
- Onthophagus knausi
- Onthophagus knulli
- Onthophagus kochi
- Onthophagus koebelei
- Onthophagus koichii
- Onthophagus kokereka
- Onthophagus kolaka
- Onthophagus kolbei
- Onthophagus kolenatii
- Onthophagus koma
- Onthophagus komareki
- Onthophagus kondaoensis
- Onthophagus koni
- Onthophagus konoi
- Onthophagus konsarnensis
- Onthophagus kontumicus
- Onthophagus kora
- Onthophagus koryoensis
- Onthophagus koshunensis
- Onthophagus kouassii
- Onthophagus kozlovi
- Onthophagus kraatzeanus
- Onthophagus krakadaakhomus
- Onthophagus kryzhanovskii
- Onthophagus kuatunensis
- Onthophagus kukunorensis
- Onthophagus kulti
- Onthophagus kuluensis
- Onthophagus kulzeri
- Onthophagus kumaonensis
- Onthophagus kumbaingeri
- Onthophagus kwaleensis
- Onthophagus kyleensis
- Onthophagus labdacus
- Onthophagus laborans
- Onthophagus laceratus
- Onthophagus lacustris
- Onthophagus laetus
- Onthophagus laevatus
- Onthophagus laevibasis
- Onthophagus laeviceps
- Onthophagus laevicollis
- Onthophagus laevidorsis
- Onthophagus laevigatus
- Onthophagus laevis
- Onthophagus laevissimus
- Onthophagus lagnyi
- Onthophagus lahorensis
- Onthophagus lakyim
- Onthophagus lallieri
- Onthophagus lallierianus
- Onthophagus lamellicollis
- Onthophagus lamellicornis
- Onthophagus lamelliger
- Onthophagus lamgalio
- Onthophagus laminatus
- Onthophagus laminicornis
- Onthophagus laminidorsis
- Onthophagus laminosus
- Onthophagus lamnifer
- Onthophagus lamotellus
- Onthophagus lamottei
- Onthophagus lamtoensis
- Onthophagus lamtoi
- Onthophagus lamyi
- Onthophagus landolti
- Onthophagus lanista
- Onthophagus lannamiibun
- Onthophagus laotianus
- Onthophagus lapillus
- Onthophagus laratinus
- Onthophagus lassulus
- Onthophagus latenasutus
- Onthophagus latepunctatus
- Onthophagus latestriatus
- Onthophagus latevittatus
- Onthophagus laticollis
- Onthophagus laticornis
- Onthophagus latigena
- Onthophagus latigibber
- Onthophagus latipennis
- Onthophagus latissimus
- Onthophagus latro
- Onthophagus leai
- Onthophagus leanus
- Onthophagus lebasi
- Onthophagus lecontei
- Onthophagus lefebvrei
- Onthophagus lefiniensis
- Onthophagus legendrei
- Onthophagus legrandi
- Onthophagus lemagneni
- Onthophagus lemekensis
- Onthophagus lemniscatus
- Onthophagus lemur
- Onthophagus lemuroides
- Onthophagus lenis
- Onthophagus lenzi
- Onthophagus leomontanus
- Onthophagus leroyi
- Onthophagus leucopygus
- Onthophagus leucostigma
- Onthophagus leytensis
- Onthophagus liberianus
- Onthophagus liewi
- Onthophagus lilliputanus
- Onthophagus limbatus
- Onthophagus limonensis
- Onthophagus lindaae
- Onthophagus lindu
- Onthophagus liodermus
- Onthophagus lioides
- Onthophagus liopterus
- Onthophagus liothorax
- Onthophagus lituratus
- Onthophagus liwagensis
- Onthophagus lobi
- Onthophagus lojanus
- Onthophagus lomii
- Onthophagus longefossus
- Onthophagus longegranus
- Onthophagus longiceps
- Onthophagus longimanus
- Onthophagus longipes
- Onthophagus longipilis
- Onthophagus lore
- Onthophagus lorianus
- Onthophagus loricatus
- Onthophagus loroi
- Onthophagus loudetiae
- Onthophagus loveni
- Onthophagus loxodontae
- Onthophagus loxodontaphilus
- Onthophagus lucasi
- Onthophagus lucidus
- Onthophagus luctuosus
- Onthophagus ludicrus
- Onthophagus ludio
- Onthophagus lugens
- Onthophagus lugubris
- Onthophagus luismargaritorum
- Onthophagus lujendae
- Onthophagus lumareti
- Onthophagus lunatus
- Onthophagus lunulifer
- Onthophagus luridipennis
- Onthophagus lutaticollis
- Onthophagus luteosignatus
- Onthophagus lutosopictus
- Onthophagus macedonicus
- Onthophagus macleayi
- Onthophagus macrocephalus
- Onthophagus macroliberianus
- Onthophagus macrothorax
- Onthophagus maculatus
- Onthophagus maculosipennis
- Onthophagus maculosus
- Onthophagus madoqua
- Onthophagus maephaluangus
- Onthophagus maesaensis
- Onthophagus magnini
- Onthophagus magnioculus
- Onthophagus magnipygus
- Onthophagus mairuu
- Onthophagus maki
- Onthophagus makokou
- Onthophagus malabarensis
- Onthophagus malangensis
- Onthophagus malasiacus
- Onthophagus maleengnaafon
- Onthophagus maleengnoi
- Onthophagus malevolus
- Onthophagus malthinus
- Onthophagus mamillatus
- Onthophagus manguliensis
- Onthophagus manipurensis
- Onthophagus maniti
- Onthophagus mankonoensis
- Onthophagus manya
- Onthophagus marahouensis
- Onthophagus margaretensis
- Onthophagus margaritifer
- Onthophagus marginalis
- Onthophagus marginatus
- Onthophagus marginicollis
- Onthophagus marginidens
- Onthophagus marginifer
- Onthophagus maringouensis
- Onthophagus mariozuninoi
- Onthophagus marmotae
- Onthophagus marshalli
- Onthophagus martelli
- Onthophagus martialis
- Onthophagus maryatiae
- Onthophagus masahiroi
- Onthophagus masaicus
- Onthophagus masaoi
- Onthophagus massai
- Onthophagus masumotoi
- Onthophagus matae
- Onthophagus matanyo
- Onthophagus matsudai
- Onthophagus matsuii
- Onthophagus mauritii
- Onthophagus maya
- Onthophagus mayeri
- Onthophagus mcclevei
- Onthophagus mediofuscatus
- Onthophagus medius
- Onthophagus medorensis
- Onthophagus medvedevi
- Onthophagus megapacificus
- Onthophagus megathorax
- Onthophagus mekara
- Onthophagus melanocephalus
- Onthophagus melitaeus
- Onthophagus mendeli
- Onthophagus mendicus
- Onthophagus menieri
- Onthophagus menkaoensis
- Onthophagus mentaveiensis
- Onthophagus merdarius
- Onthophagus merdrignaci
- Onthophagus meruanus
- Onthophagus merus
- Onthophagus metalliceps
- Onthophagus metalliger
- Onthophagus metriogonus
- Onthophagus mexicanus
- Onthophagus micropterus
- Onthophagus micros
- Onthophagus mije
- Onthophagus miles
- Onthophagus militaris
- Onthophagus millamilla
- Onthophagus millingeni
- Onthophagus mimikanus
- Onthophagus mimus
- Onthophagus minans
- Onthophagus minax
- Onthophagus mindanaensis
- Onthophagus mindanaoensis
- Onthophagus minettii
- Onthophagus minotaurus
- Onthophagus minutissimus
- Onthophagus minutulus
- Onthophagus minutus
- Onthophagus mirabilis
- Onthophagus mirandus
- Onthophagus miricollis
- Onthophagus miricornis
- Onthophagus mirifrons
- Onthophagus miscellaneus
- Onthophagus miscellus
- Onthophagus misellus
- Onthophagus missor
- Onthophagus mixticeps
- Onthophagus mixtidorsis
- Onthophagus mixtifrons
- Onthophagus miyakei
- Onthophagus mjobergi
- Onthophagus mniszechi
- Onthophagus moajat
- Onthophagus mocquerysi
- Onthophagus modestus
- Onthophagus mogo
- Onthophagus monapoides
- Onthophagus monardi
- Onthophagus monardiellus
- Onthophagus monforti
- Onthophagus mongana
- Onthophagus mongkhoni
- Onthophagus monochromus
- Onthophagus monodon
- Onthophagus monteithi
- Onthophagus monticupreus
- Onthophagus montishannoniae
- Onthophagus montivagus
- Onthophagus montreuili
- Onthophagus mopsus
- Onthophagus mordindangus
- Onthophagus moreleti
- Onthophagus moroni
- Onthophagus morosus
- Onthophagus mouhoti
- Onthophagus mpassa
- Onthophagus mucronatus
- Onthophagus mucronifer
- Onthophagus muelleri
- Onthophagus mulgravei
- Onthophagus multicornis
- Onthophagus multipunctatus
- Onthophagus mundill
- Onthophagus murasakianus
- Onthophagus murchisoni
- Onthophagus murrayi
- Onthophagus musculus
- Onthophagus mushensis
- Onthophagus mutatus
- Onthophagus muticifrons
- Onthophagus muticus
- Onthophagus naaroon
- Onthophagus nabeleki
- Onthophagus naevius
- Onthophagus naevuliger
- Onthophagus nagasawai
- Onthophagus nagpurensis
- Onthophagus nammuldi
- Onthophagus namnaoensis
- Onthophagus nampatensis
- Onthophagus nanus
- Onthophagus napolovi
- Onthophagus nasalis
- Onthophagus nasicornis
- Onthophagus nasicus
- Onthophagus nasidens
- Onthophagus naso
- Onthophagus nasonis
- Onthophagus nasutus
- Onthophagus natronis
- Onthophagus navarretorum
- Onthophagus naviculifer
- Onthophagus neavei
- Onthophagus neboissi
- Onthophagus nebulosus
- Onthophagus necessarius
- Onthophagus necrophagus
- Onthophagus neervoorti
- Onthophagus nefarius
- Onthophagus negligens
- Onthophagus negrosensis
- Onthophagus negus
- Onthophagus nemorivagus
- Onthophagus neocolobus
- Onthophagus neofurcatus
- Onthophagus neomirabilis
- Onthophagus neostenocerus
- Onthophagus ngottoensis
- Onthophagus niasensis
- Onthophagus nicolasi
- Onthophagus nigellus
- Onthophagus nigerianus
- Onthophagus nigerrimus
- Onthophagus nigriceps
- Onthophagus nigricornis
- Onthophagus nigrinus
- Onthophagus nigriobscurior
- Onthophagus nigripennis
- Onthophagus nigriventris
- Onthophagus nigrivestis
- Onthophagus nigropubens
- Onthophagus nigroviolaceus
- Onthophagus nikolajevi
- Onthophagus nilgirensis
- Onthophagus nilicola
- Onthophagus niloticus
- Onthophagus nimbatus
- Onthophagus niokolokoba
- Onthophagus nitefactus
- Onthophagus nitidifrons
- Onthophagus nitidior
- Onthophagus nitidulus
- Onthophagus nitidus
- Onthophagus noctis
- Onthophagus nodieri
- Onthophagus nodulifer
- Onthophagus nongkaiensis
- Onthophagus nonstriatus
- Onthophagus notatus
- Onthophagus notiodes
- Onthophagus novaeirlandiae
- Onthophagus nuba
- Onthophagus nubilus
- Onthophagus nuchicornis
- Onthophagus nudatus
- Onthophagus nudifrons
- Onthophagus nudus
- Onthophagus numidicus
- Onthophagus nurestanicus
- Onthophagus nurubuan
- Onthophagus nyctopus
- Onthophagus nymani
- Onthophagus obenbergeri
- Onthophagus oberthuri
- Onthophagus obliquus
- Onthophagus obliviosus
- Onthophagus oblongus
- Onthophagus obscurior
- Onthophagus obtusicornis
- Onthophagus obtutus
- Onthophagus occipitalis
- Onthophagus ocellatopunctatus
- Onthophagus ocellidorsis
- Onthophagus ocellifer
- Onthophagus ocelliger
- Onthophagus ochii
- Onthophagus ochreatus
- Onthophagus ochromerus
- Onthophagus ochropygus
- Onthophagus octogonus
- Onthophagus octonaevus
- Onthophagus oculatus
- Onthophagus ohbayashii
- Onthophagus ohkuboi
- Onthophagus ohmomoi
- Onthophagus okahandjanus
- Onthophagus oklahomensis
- Onthophagus olidus
- Onthophagus olsoufieffi
- Onthophagus omostigma
- Onthophagus onorei
- Onthophagus onthochromus
- Onthophagus opacicollis
- Onthophagus opacifalculatus
- Onthophagus ophion
- Onthophagus ophtalmicus
- Onthophagus opulentus
- Onthophagus orbicularis
- Onthophagus orbus
- Onthophagus orientalis
- Onthophagus orissanus
- Onthophagus ornaticollis
- Onthophagus ornatulus
- Onthophagus orpheus
- Onthophagus orphnoides
- Onthophagus orthocerus
- Onthophagus osculatii
- Onthophagus osellai
- Onthophagus oshimanus
- Onthophagus otai
- Onthophagus otjivarongus
- Onthophagus ouratita
- Onthophagus ovatus
- Onthophagus overlaeti
- Onthophagus ovigranosus
- Onthophagus ovulum
- Onthophagus pacificus
- Onthophagus pactolus
- Onthophagus padrinoi
- Onthophagus palatus
- Onthophagus palawanicus
- Onthophagus palestriniae
- Onthophagus paliceps
- Onthophagus pallens
- Onthophagus pallidipennis
- Onthophagus pallidus
- Onthophagus paluma
- Onthophagus panfilovi
- Onthophagus panici
- Onthophagus panoplus
- Onthophagus paolae
- Onthophagus papuensis
- Onthophagus papulatorius
- Onthophagus papulatus
- Onthophagus parachandrai
- Onthophagus parafalculatus
- Onthophagus parafasciatus
- Onthophagus parallelicornis
- Onthophagus paramasaoi
- Onthophagus parapalatus
- Onthophagus parapedisequus
- Onthophagus parceguttatus
- Onthophagus parcenotatus
- Onthophagus parcepictus
- Onthophagus parcepilosus
- Onthophagus pardalis
- Onthophagus parenthesis
- Onthophagus parisii
- Onthophagus parmatus
- Onthophagus paroculus
- Onthophagus parrumbal
- Onthophagus parryi
- Onthophagus parumnotatus
- Onthophagus parvidens
- Onthophagus parvifrons
- Onthophagus parviobscurior
- Onthophagus parvulus
- Onthophagus parvus
- Onthophagus pastillatus
- Onthophagus patinatus
- Onthophagus paucigranosus
- Onthophagus paulianellus
- Onthophagus pauliani
- Onthophagus pauper
- Onthophagus pauxillus
- Onthophagus pavidus
- Onthophagus pedator
- Onthophagus pedester
- Onthophagus pedisequus
- Onthophagus pegesimallus
- Onthophagus pendjarius
- Onthophagus penicillatus
- Onthophagus peninsularis
- Onthophagus peninsulocupreus
- Onthophagus penmani
- Onthophagus pennsylvanicus
- Onthophagus pentacanthus
- Onthophagus peramelinus
- Onthophagus perniger
- Onthophagus perpilosus
- Onthophagus personatus
- Onthophagus petenensis
- Onthophagus petrovitzi
- Onthophagus petrovitzianus
- Onthophagus pexatus
- Onthophagus peyrierasi
- Onthophagus phalopsides
- Onthophagus phanaeicollis
- Onthophagus phanaeides
- Onthophagus phanaeiformis
- Onthophagus phanaeomorphus
- Onthophagus phatoensis
- Onthophagus phetchabunensis
- Onthophagus philippinensis
- Onthophagus phillippsorum
- Onthophagus phoenicocerus
- Onthophagus phraoensis
- Onthophagus phrixus
- Onthophagus phrutsaphaakhomus
- Onthophagus phukhieoensis
- Onthophagus phuquoci
- Onthophagus picatus
- Onthophagus piceiceps
- Onthophagus piceorufulus
- Onthophagus picipennis
- Onthophagus pictipennis
- Onthophagus pictipodex
- Onthophagus picturatus
- Onthophagus pictus
- Onthophagus piffli
- Onthophagus pilicollis
- Onthophagus pilipodex
- Onthophagus pillara
- Onthophagus pilosus
- Onthophagus pilularius
- Onthophagus pimpasaleei
- Onthophagus pinaroo
- Onthophagus pinguis
- Onthophagus pipitzi
- Onthophagus pisciphagus
- Onthophagus piyawati
- Onthophagus placens
- Onthophagus planaticeps
- Onthophagus planiceps
- Onthophagus planicollis
- Onthophagus planifrons
- Onthophagus platalea
- Onthophagus plato
- Onthophagus platypus
- Onthophagus plebejus
- Onthophagus pleurogonus
- Onthophagus plicatifrons
- Onthophagus pluton
- Onthophagus poeophagus
- Onthophagus poggii
- Onthophagus politissimus
- Onthophagus politus
- Onthophagus pollicatus
- Onthophagus polyedrus
- Onthophagus polyodon
- Onthophagus polyphemi
- Onthophagus polystigma
- Onthophagus ponticus
- Onthophagus pooensis
- Onthophagus popovi
- Onthophagus porcus
- Onthophagus poringensis
- Onthophagus porrectus
- Onthophagus possoi
- Onthophagus posticicornis
- Onthophagus posticus
- Onthophagus potanini
- Onthophagus praecavatus
- Onthophagus praecellens
- Onthophagus praedatus
- Onthophagus praedentatus
- Onthophagus praefossus
- Onthophagus praelaminatus
- Onthophagus praestans
- Onthophagus praetortus
- Onthophagus prehensilis
- Onthophagus privus
- Onthophagus probus
- Onthophagus procurvus
- Onthophagus producticollis
- Onthophagus productus
- Onthophagus profanus
- Onthophagus proletarius
- Onthophagus promontorii
- Onthophagus pronus
- Onthophagus propinquus
- Onthophagus propraecellens
- Onthophagus prostans
- Onthophagus proteus
- Onthophagus protuberans
- Onthophagus proximus
- Onthophagus pseudoaeneus
- Onthophagus pseudoalcyon
- Onthophagus pseudoarmatus
- Onthophagus pseudobidens
- Onthophagus pseudobrutus
- Onthophagus pseudocaccobius
- Onthophagus pseudocoracinus
- Onthophagus pseudofimetarius
- Onthophagus pseudoflexicollis
- Onthophagus pseudofuscus
- Onthophagus pseudohystrix
- Onthophagus pseudojaponicus
- Onthophagus pseudojavanus
- Onthophagus pseudoliberianus
- Onthophagus pseudopilosus
- Onthophagus pseudoplebejus
- Onthophagus pseudorudis
- Onthophagus pseudosanguineus
- Onthophagus pseudoschultzei
- Onthophagus pseudosellatus
- Onthophagus pseudoundulans
- Onthophagus pseudovirens
- Onthophagus pseudoworoae
- Onthophagus psychopompus
- Onthophagus ptox
- Onthophagus puberulus
- Onthophagus pugionatus
- Onthophagus pugnacior
- Onthophagus pugnax
- Onthophagus pulchellus
- Onthophagus pullatus
- Onthophagus pullus
- Onthophagus punctator
- Onthophagus punctatus
- Onthophagus punneeae
- Onthophagus punthari
- Onthophagus pupillatus
- Onthophagus purifrons
- Onthophagus purpurascens
- Onthophagus purpureicollis
- Onthophagus pusillus
- Onthophagus pusio
- Onthophagus pygargus
- Onthophagus pygidialis
- Onthophagus pygmaeus
- Onthophagus pyramidalis
- Onthophagus quadraticeps
- Onthophagus quadriarmatus
- Onthophagus quadricallosus
- Onthophagus quadricolor
- Onthophagus quadricristatus
- Onthophagus quadricuspis
- Onthophagus quadridentatus
- Onthophagus quadrilunatus
- Onthophagus quadrimaculatus
- Onthophagus quadrinodosus
- Onthophagus quadrinodus
- Onthophagus quadrinotatus
- Onthophagus quadripustulatus
- Onthophagus quadrispinosus
- Onthophagus quadrituber
- Onthophagus quaestus
- Onthophagus quasijohkii
- Onthophagus quasitagal
- Onthophagus queenslandicus
- Onthophagus quetzalis
- Onthophagus quezonensis
- Onthophagus quinquedens
- Onthophagus quinquetuberculatus
- Onthophagus quiproquo
- Onthophagus rachelis
- Onthophagus ragazzii
- Onthophagus rakovici
- Onthophagus ramosellus
- Onthophagus ramosicornis
- Onthophagus ramosus
- Onthophagus rana
- Onthophagus rangifer
- Onthophagus ranongensis
- Onthophagus ranunculus
- Onthophagus rarus
- Onthophagus rasidorsis
- Onthophagus rasipennis
- Onthophagus ratchasimaensis
- Onthophagus rechingeri
- Onthophagus rectecornutus
- Onthophagus rectefurcatus
- Onthophagus rectestriatus
- Onthophagus rectilamina
- Onthophagus rectorispauliani
- Onthophagus refulgens
- Onthophagus regalis
- Onthophagus remotus
- Onthophagus renaudpauliani
- Onthophagus reticollis
- Onthophagus reticulatus
- Onthophagus reticuliger
- Onthophagus revoili
- Onthophagus reyesi
- Onthophagus rhinocerus
- Onthophagus rhinolophus
- Onthophagus rhinophyllus
- Onthophagus rhodesianus
- Onthophagus rhombocephalus
- Onthophagus rhynchophorus
- Onthophagus ribbei
- Onthophagus riekoae
- Onthophagus riparius
- Onthophagus ritsemai
- Onthophagus robertopoggii
- Onthophagus rodentium
- Onthophagus rorarius
- Onthophagus rosettae
- Onthophagus rostratus
- Onthophagus rotundatus
- Onthophagus rotundibasis
- Onthophagus rotundicollis
- Onthophagus roubali
- Onthophagus rougonorum
- Onthophagus rouyeri
- Onthophagus royi
- Onthophagus ruandanus
- Onthophagus rubefactus
- Onthophagus rubellus
- Onthophagus rubens
- Onthophagus rubenticollis
- Onthophagus rubescens
- Onthophagus rubicundulus
- Onthophagus rubidus
- Onthophagus rubrescens
- Onthophagus rubricatus
- Onthophagus rubricollis
- Onthophagus rubrimaculatus
- Onthophagus rubripennis
- Onthophagus rudis
- Onthophagus rufescens
- Onthophagus ruficapillus
- Onthophagus ruficauda
- Onthophagus rufimanus
- Onthophagus rufiobscurior
- Onthophagus rufipodex
- Onthophagus rufobasalis
- Onthophagus rufocastaneus
- Onthophagus rufolimbatus
- Onthophagus rufonotatus
- Onthophagus rufopygus
- Onthophagus rufosignatus
- Onthophagus rufostillans
- Onthophagus rufovirens
- Onthophagus rugicollis
- Onthophagus rugidorsis
- Onthophagus rugipennis
- Onthophagus rugosicollis
- Onthophagus rugosipennis
- Onthophagus rugosissimus
- Onthophagus rugulipennis
- Onthophagus rugulosus
- Onthophagus rupicapra
- Onthophagus rutilans
- Onthophagus sabahensis
- Onthophagus sacharovskii
- Onthophagus sagittarius
- Onthophagus sahai
- Onthophagus saigonensis
- Onthophagus sakaeratensis
- Onthophagus sakainoi
- Onthophagus sakamakii
- Onthophagus salakensis
- Onthophagus salebrosus
- Onthophagus saleyeri
- Onthophagus salvadorensis
- Onthophagus salvazai
- Onthophagus samoengus
- Onthophagus sanggona
- Onthophagus sangirensis
- Onthophagus sanguineus
- Onthophagus sanguinolentus
- Onthophagus sangwalus
- Onthophagus sansibaricus
- Onthophagus sapphirinus
- Onthophagus sarawacus
- Onthophagus sasajii
- Onthophagus satoi
- Onthophagus saudiensis
- Onthophagus sauteri
- Onthophagus savanicola
- Onthophagus sayapensis
- Onthophagus scaber
- Onthophagus scaberrimus
- Onthophagus scabriusculus
- Onthophagus scapularis
- Onthophagus sceptrifer
- Onthophagus schaefernai
- Onthophagus schaefferi
- Onthophagus schaufussi
- Onthophagus schawalleri
- Onthophagus schillhammeri
- Onthophagus schoolmeestersi
- Onthophagus schultzei
- Onthophagus schunckei
- Onthophagus schwaneri
- Onthophagus sciron
- Onthophagus scotti
- Onthophagus scrutator
- Onthophagus sculptilis
- Onthophagus seabrai
- Onthophagus secundarius
- Onthophagus sellatulus
- Onthophagus sellatus
- Onthophagus sembeli
- Onthophagus semiaratus
- Onthophagus semiasper
- Onthophagus semiaureus
- Onthophagus semichalcites
- Onthophagus semicinctus
- Onthophagus semicornis
- Onthophagus semicroceus
- Onthophagus semicupreus
- Onthophagus semidanumensis
- Onthophagus semifex
- Onthophagus semiflavus
- Onthophagus semigraniger
- Onthophagus semigranosus
- Onthophagus semiiris
- Onthophagus semilaevis
- Onthophagus semimetallicus
- Onthophagus seminitens
- Onthophagus seminitidus
- Onthophagus semiopacus
- Onthophagus semipacificus
- Onthophagus semipersonatus
- Onthophagus semipiceus
- Onthophagus semirubidus
- Onthophagus semivestitus
- Onthophagus semivirescens
- Onthophagus semiviridis
- Onthophagus senegalensis
- Onthophagus senescens
- Onthophagus senex
- Onthophagus seniculus
- Onthophagus sepilokensis
- Onthophagus serapiensis
- Onthophagus serdangensis
- Onthophagus sericans
- Onthophagus sericatus
- Onthophagus sericeicollis
- Onthophagus serienotatus
- Onthophagus setchan
- Onthophagus setoculus
- Onthophagus setosus
- Onthophagus sexcornutus
- Onthophagus sexdentatus
- Onthophagus sexstriatus
- Onthophagus shanicus
- Onthophagus sharpi
- Onthophagus shibatai
- Onthophagus shillongensis
- Onthophagus shimba
- Onthophagus shirakii
- Onthophagus shizumui
- Onthophagus sibiricus
- Onthophagus sibuyanus
- Onthophagus sidama
- Onthophagus sideki
- Onthophagus signaticollis
- Onthophagus signatus
- Onthophagus signifer
- Onthophagus sihkahonoi
- Onthophagus sikkimensis
- Onthophagus silus
- Onthophagus simboroni
- Onthophagus similis
- Onthophagus simillimus
- Onthophagus simius
- Onthophagus simoni
- Onthophagus simplex
- Onthophagus simpliciceps
- Onthophagus simplicifrons
- Onthophagus simulator
- Onthophagus sinagai
- Onthophagus singhaakhomus
- Onthophagus singulariformis
- Onthophagus sinicus
- Onthophagus sinuosicollis
- Onthophagus sinuosus
- Onthophagus sipilouensis
- Onthophagus sisyphoides
- Onthophagus sjoestethi
- Onthophagus sloanei
- Onthophagus smeenki
- Onthophagus smetanai
- Onthophagus snoflaki
- Onthophagus sobrius
- Onthophagus socialis
- Onthophagus solidus
- Onthophagus solisi
- Onthophagus solivagus
- Onthophagus solmani
- Onthophagus somalicola
- Onthophagus somalicus
- Onthophagus sonani
- Onthophagus songsokensis
- Onthophagus sophiae
- Onthophagus sparsepunctatus
- Onthophagus sparsulus
- Onthophagus spathatus
- Onthophagus speculatus
- Onthophagus speculicollis
- Onthophagus speculifer
- Onthophagus spiculatus
- Onthophagus spinicornis
- Onthophagus spinifex
- Onthophagus splendidus
- Onthophagus spurcatus
- Onthophagus squalidus
- Onthophagus stanleyi
- Onthophagus stehliki
- Onthophagus steinheili
- Onthophagus stellio
- Onthophagus stenocerus
- Onthophagus sternalis
- Onthophagus sternax
- Onthophagus sticticus
- Onthophagus stictus
- Onthophagus stigmosus
- Onthophagus stillatus
- Onthophagus stockwelli
- Onthophagus stomachosus
- Onthophagus strabo
- Onthophagus strandi
- Onthophagus streltsovi
- Onthophagus striaticollis
- Onthophagus striatulus
- Onthophagus strictestriatus
- Onthophagus strnadi
- Onthophagus stuhlmanni
- Onthophagus stylocerus
- Onthophagus subaeneus
- Onthophagus subalternans
- Onthophagus subansiriensis
- Onthophagus subcancer
- Onthophagus subcinctus
- Onthophagus subcornutus
- Onthophagus subdivisus
- Onthophagus subextensus
- Onthophagus subglaber
- Onthophagus subhumeralis
- Onthophagus subnudus
- Onthophagus subocellatus
- Onthophagus subopacus
- Onthophagus subplanus
- Onthophagus subrugosus
- Onthophagus subsapaensis
- Onthophagus subsulcatus
- Onthophagus subtropicus
- Onthophagus subulifer
- Onthophagus suermelii
- Onthophagus suffusus
- Onthophagus sugihartoi
- Onthophagus sugillatus
- Onthophagus suginoi
- Onthophagus suginokoichii
- Onthophagus suillus
- Onthophagus sulcatulus
- Onthophagus sulci
- Onthophagus sulciger
- Onthophagus sulcipennis
- Onthophagus sumatramontanus
- Onthophagus sumatranus
- Onthophagus sumawacus
- Onthophagus sumbavensis
- Onthophagus sumptuosus
- Onthophagus sunantaae
- Onthophagus sundanensis
- Onthophagus superbus
- Onthophagus surdus
- Onthophagus susterai
- Onthophagus sutiliceps
- Onthophagus sutleinensis
- Onthophagus suturalis
- Onthophagus suturellus
- Onthophagus sycophanta
- Onthophagus sydneyensis
- Onthophagus sylvestris
- Onthophagus symbioticus
- Onthophagus synceri
- Onthophagus taayai
- Onthophagus tabellicornis
- Onthophagus tabellifer
- Onthophagus tabidus
- Onthophagus taboranus
- Onthophagus taeniatus
- Onthophagus tagal
- Onthophagus taichii
- Onthophagus taiensis
- Onthophagus taiwanus
- Onthophagus taiyaruensis
- Onthophagus takedai
- Onthophagus takeshii
- Onthophagus talpa
- Onthophagus tamijii
- Onthophagus tamworthi
- Onthophagus tanganus
- Onthophagus taoi
- Onthophagus tapirus
- Onthophagus taprobanus
- Onthophagus tarandus
- Onthophagus tarascus
- Onthophagus tarsius
- Onthophagus taruni
- Onthophagus tatsienluensis
- Onthophagus taurinus
- Onthophagus tauroides
- Onthophagus taurus
- Onthophagus taxillus
- Onthophagus taymansi
- Onthophagus teitanicus
- Onthophagus telegonus
- Onthophagus telephus
- Onthophagus temporalis
- Onthophagus tenax
- Onthophagus tenebrosus
- Onthophagus tenuigraniger
- Onthophagus tenuistriatus
- Onthophagus terminatus
- Onthophagus terrara
- Onthophagus tersicollis
- Onthophagus tersidorsis
- Onthophagus tersipennis
- Onthophagus tersus
- Onthophagus tesquorum
- Onthophagus tesseratus
- Onthophagus tessulatus
- Onthophagus testaceoviolaceus
- Onthophagus tetricus
- Onthophagus thai
- Onthophagus thailaevis
- Onthophagus thainuaensis
- Onthophagus thaitai
- Onthophagus thanwaakhomus
- Onthophagus tholaayi
- Onthophagus thomsoni
- Onthophagus thoreyi
- Onthophagus tiamicus
- Onthophagus tibetanus
- Onthophagus tibialis
- Onthophagus tigrinus
- Onthophagus timorensis
- Onthophagus tiniocelloides
- Onthophagus tirapensis
- Onthophagus togeman
- Onthophagus tongbantumi
- Onthophagus tonkineus
- Onthophagus tonsus
- Onthophagus totonicapamus
- Onthophagus traginus
- Onthophagus tragoides
- Onthophagus tragus
- Onthophagus transcaspicus
- Onthophagus transisthmius
- Onthophagus transquadridentatus
- Onthophagus transvestitus
- Onthophagus trapezicornis
- Onthophagus trawalla
- Onthophagus traversii
- Onthophagus triacanthus
- Onthophagus trianguliceps
- Onthophagus triarmatus
- Onthophagus tricariniger
- Onthophagus tricavicollis
- Onthophagus triceratops
- Onthophagus trichopygus
- Onthophagus tricolor
- Onthophagus tricornifrons
- Onthophagus tricorniger
- Onthophagus tricornis
- Onthophagus tricuspis
- Onthophagus tridens
- Onthophagus tridenticeps
- Onthophagus tridentitibialis
- Onthophagus trifidisetis
- Onthophagus trigibber
- Onthophagus triimpressus
- Onthophagus trinodosus
- Onthophagus trinominatus
- Onthophagus tripartitus
- Onthophagus tripolitanus
- Onthophagus triptolemus
- Onthophagus trispinus
- Onthophagus tristis
- Onthophagus tritinctus
- Onthophagus trituber
- Onthophagus triundulatus
- Onthophagus trochilus
- Onthophagus troglodyta
- Onthophagus troniceki
- Onthophagus truchmenus
- Onthophagus truncaticornis
- Onthophagus trungboensis
- Onthophagus tschadensis
- Onthophagus tschoffeni
- Onthophagus tshuapae
- Onthophagus tuberculifrons
- Onthophagus tubericollis
- Onthophagus tuckonie
- Onthophagus tumami
- Onthophagus tumidulus
- Onthophagus tungkamangensis
- Onthophagus tungkamungensis
- Onthophagus turbatus
- Onthophagus turfanicus
- Onthophagus turpidoides
- Onthophagus turpidus
- Onthophagus turrbal
- Onthophagus tuzetae
- Onthophagus tweedensis
- Onthophagus uedai
- Onthophagus uelensis
- Onthophagus uenoi
- Onthophagus ugandicus
- Onthophagus ukerewensis
- Onthophagus uluguru
- Onthophagus ulula
- Onthophagus umbilicatus
- Onthophagus umbilicopunctatus
- Onthophagus umbratus
- Onthophagus undaticeps
- Onthophagus undulans
- Onthophagus unguiculatus
- Onthophagus unicarina
- Onthophagus unidens
- Onthophagus unidentatus
- Onthophagus unifasciatus
- Onthophagus uniformis
- Onthophagus urellus
- Onthophagus ursinus
- Onthophagus ursus
- Onthophagus usambaricus
- Onthophagus usurpator
- Onthophagus utsunomiyae
- Onthophagus vacca
- Onthophagus wagamen
- Onthophagus wakelbura
- Onthophagus wallacei
- Onthophagus walteri
- Onthophagus waminda
- Onthophagus wanappe
- Onthophagus vanasseni
- Onthophagus vanderblomi
- Onthophagus vaneyeni
- Onthophagus wangi
- Onthophagus wangnamkhieoensis
- Onthophagus wangnamkieous
- Onthophagus vanofwegeni
- Onthophagus varianus
- Onthophagus variatus
- Onthophagus variegatus
- Onthophagus variegranosus
- Onthophagus variolaris
- Onthophagus variolicollis
- Onthophagus variolosus
- Onthophagus varius
- Onthophagus vasiljevi
- Onthophagus vassei
- Onthophagus watanabei
- Onthophagus waterhousei
- Onthophagus waterloti
- Onthophagus waterstradti
- Onthophagus vatovai
- Onthophagus watuwila
- Onthophagus vaulogeri
- Onthophagus velliger
- Onthophagus velutinus
- Onthophagus wensis
- Onthophagus ventralis
- Onthophagus ventrosus
- Onthophagus venzoi
- Onthophagus veracruzensis
- Onthophagus weringerong
- Onthophagus vermiculatus
- Onthophagus werneri
- Onthophagus verrucosus
- Onthophagus versus
- Onthophagus versutus
- Onthophagus verticalis
- Onthophagus verticicornis
- Onthophagus vesanus
- Onthophagus vespertilio
- Onthophagus vestitus
- Onthophagus vethi
- Onthophagus vicinus
- Onthophagus victor
- Onthophagus victoriensis
- Onthophagus viduus
- Onthophagus wiebesi
- Onthophagus vigens
- Onthophagus vigilans
- Onthophagus wigmungan
- Onthophagus wilgi
- Onthophagus vilis
- Onthophagus willameorum
- Onthophagus villanuevai
- Onthophagus williamsi
- Onthophagus villosus
- Onthophagus vinctoides
- Onthophagus vinctus
- Onthophagus violaceotinctus
- Onthophagus violaceoviridis
- Onthophagus violetae
- Onthophagus virens
- Onthophagus virescens
- Onthophagus viridiaereus
- Onthophagus viridicatus
- Onthophagus viridiceps
- Onthophagus viridicervicapra
- Onthophagus viridis
- Onthophagus viriditinctus
- Onthophagus viridivinosus
- Onthophagus vitalisi
- Onthophagus witteianus
- Onthophagus vitulus
- Onthophagus vividus
- Onthophagus viviensis
- Onthophagus vladimiri
- Onthophagus vlasovi
- Onthophagus volucer
- Onthophagus wombalano
- Onthophagus woroae
- Onthophagus worooa
- Onthophagus worsissa
- Onthophagus vuattouxi
- Onthophagus vulpes
- Onthophagus vulpinaris
- Onthophagus vulpinus
- Onthophagus vultuosus
- Onthophagus vultur
- Onthophagus vylderi
- Onthophagus xanthochlorus
- Onthophagus xanthomerus
- Onthophagus xanthopterus
- Onthophagus xanthopygus
- Onthophagus xiphias
- Onthophagus yackatoon
- Onthophagus yakuinsulanus
- Onthophagus yamaokai
- Onthophagus yangi
- Onthophagus yanoi
- Onthophagus yaran
- Onthophagus yarrumba
- Onthophagus yeyeko
- Onthophagus yiryoront
- Onthophagus yourula
- Onthophagus yubarinus
- Onthophagus yucatanus
- Onthophagus yukae
- Onthophagus yumotoi
- Onthophagus yungaburra
- Onthophagus yunkara
- Onthophagus yunnanus
- Onthophagus yvescambeforti
- Onthophagus zagrosicus
- Onthophagus zairensis
- Onthophagus zapotecus
- Onthophagus zavattarii
- Onthophagus zavreli
- Onthophagus zebra
- Onthophagus zebu
- Onthophagus zetteli
- Onthophagus zicsii
- Onthophagus zimmermanni
- Onthophagus zumpti
- Onthophagus zuninoi
- Onthophagus zymoticus